# Gångartshästar
Gångartshästar är hästar som besitter andra gångarter utöver de vanliga skritt, trav och galopp, till exempel tölt, passgång eller andra gångarter som är unika bland vissa raser. På engelska kallas de gaited, ett uttryck som härstammar från USA och kommer från det engelska ordet för gångart, "gait". Dessa gångarter kan vara naturliga eller tränade och vissa hästraser är kända för att ha flera gångarter, bland annat Islandshästen och Tennessee walking horse. Många av de extra gångarterna har utvecklats för att vara bekväma för ryttare.
De första kända gångartshästarna var de berömda spanska hästarna som fanns på Iberiska halvön från sen medeltid fram till cirka 1700–1800-talet då de spanska hästarna helt hade avlats ut med andra hästar. 
De spanska hästarna fördes till Amerika med de spanska conquistadorerna under 1500-talet och 1600-talet. Där influerade de alla dagens amerikanska hästraser och i USA finns ett stort intresse för just gångartshästar och det finns flera hästraser som avlas för sina gångarter, bland andra Tennessee walking horse och American saddlebred. Den amerikanska travaren är även känd för sin passgång, medan många andra travhästar travar som vanligt. 
Den mest populära och berömda rasen är dock islandshästen som funnits i cirka 1000 år och som kan ha en eller två extra gångarter, oftast tölt och ibland även passgång. Även i centrala Asien avlas hästraser som kan ha flera gångarter.

## Lista på gångartshästraser
- Aegidienberger[1]
- American saddlebred[1]
- American walking ponny
- Amerikansk travare
- Appaloosa[1]
- Arravani
- Basjkir[1]
- Deliboz
- Galiceñoponny
- Golden american saddlebred
- Islandshäst
- Mangalarga marchador
- Marwarihäst
- Messaraponny
- Missouri fox trotter
- Morgan[1]
- National show horse
- Paso Fino[1]
- Peruansk pasohäst[1]
- Rackhäst
- Rocky mountain horse[1]
- Spitiponny
- Spotted saddle horse
- Tennessee walking horse[1]
- Tigerhäst
- Töltande travare[1]
- Virginia highlander
- Walkaloosa